# Принц Еуген, племенити витез
Принц Еуген, племенити витез је назив за стару немачку песму о принцу Еугену Савојском и о његовом походу на Београд 1717. године током аустријско-турског рата 1716-1718.

## Структура и тема песме
Песма се састоји од девет строфа, а сам аутор песме је непознат. На почетку се говори о жељи Еугеновој да заузме Београд у царево име. Војска се спрема да преко понтонског моста пређе Дунав, а логор војске је постављен код Земуна, одакле ће кренути напад на Турке. Недуго потом Еугену пристиже ухода којег је послао у турски табор да извиди ситуацију. Турска војска је огромна и броји око 300.000 људи. Принц Еуген окупља своје команданте и наређује им да нападну Турке у десни бок. Развија се велика битка, у којој Аустријанци успешно туку турску армију и заузимају град. Но, у борбама гине Еугенов брат Лудвиг. Ожалошћен, Еуген преноси мртвог брата у Петроварадин.

## Историјске нетачности
У песми постоји неколико одступања од историјских догађаја током опсаде. Пре свега, спомиње се да је главни напад на град отпочео 21. августа, док је прави напад почео пет дана раније, 16. августа. Такође, број турске војске је умногоме преувеличан, али извесно је да је турски гарнизон био знатно бројнији од нападајућих Аустријанаца. Ни податак о погибији Еугеновог брат Лудвига није тачан. Постојао је заиста један Еугенов брат по имену Лудвиг Томас, али он је умро још 1702. године током опсаде Ландауа. Међутим, песма га доводи у везу са знатно славнијом опсадом Београда.

## Утицај и наслеђе песме
Сама песма је била толико популарна у Аустријском царству да је за њу композитор Јозеф Штраус компоновао један војни марш под истим именом. Овај марш је био веома популаран у Аустро-угарској војсци, а нарочито у време тензија са Србијом и у време Првог светског рата, када су аустријске јединице поново јуришале на Београд. У ту сврху су песми чак и промењене неке речи, па су тако на свим местима где се помињу Турци убачени Срби.